# Anselmo Guerrieri Gonzaga

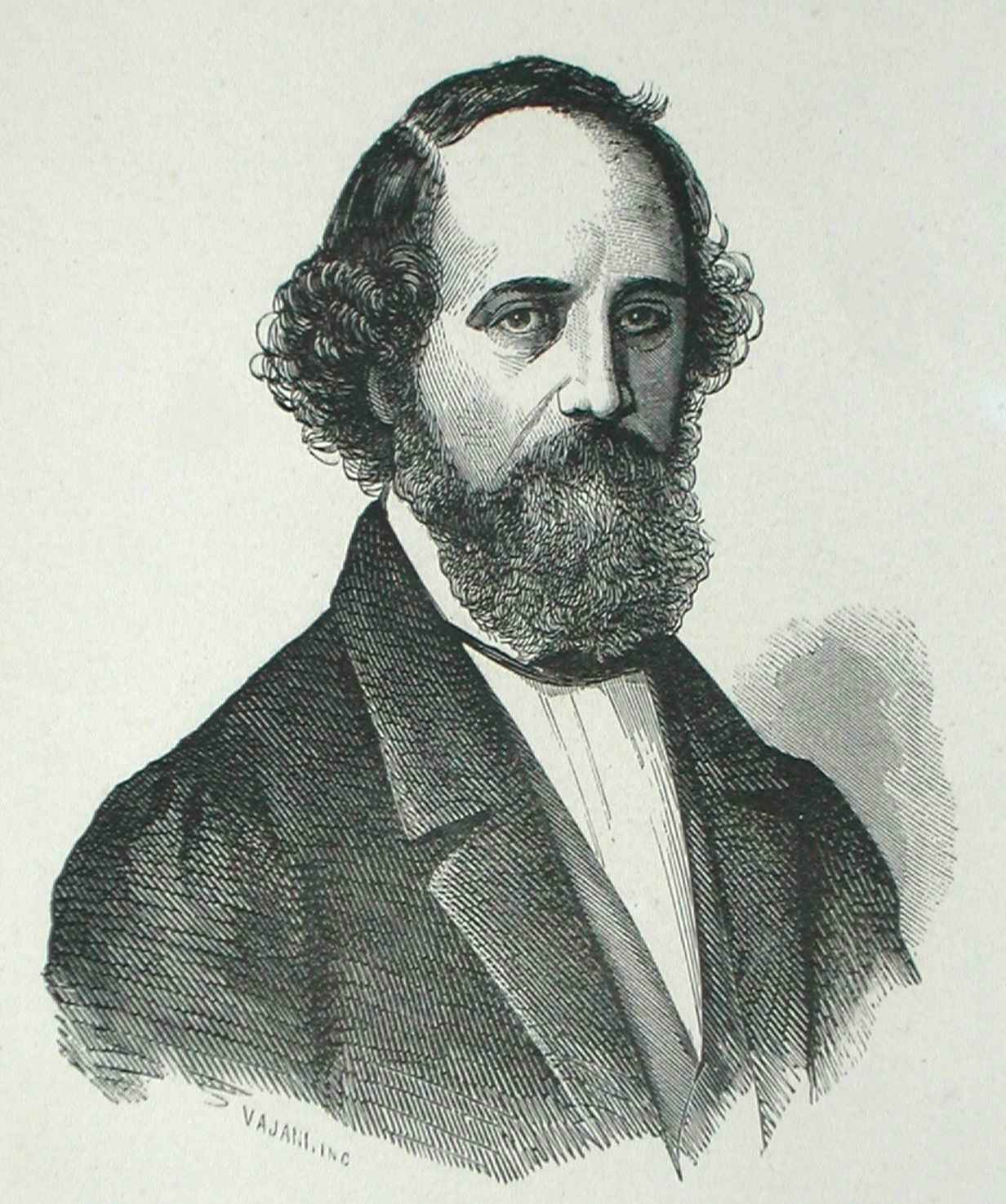
Anselmo Guerrieri Gonzaga.

Anselmo Guerrieri Gonzaga, född den 19 maj 1817 i Mantua, död den 24 september 1879 nära samma stad, var en italiensk markis, statsman och författare.
Guerrieri Gonzaga studerade juridik i Padua och tillhörde 1848 den provisoriska regeringen i Lombardiet; efter dess fall flydde han till Genua och Paris samt slöt sig senare till Manin och till Cavour, då han insåg, att denne vore mannen att föra Italien i säker hamn. År 1860-1876 var han medlem av parlamentet, där han tillhörde det moderata partiet och endast i religiösa frågor stod på oppositionens sida. Någon tid var han kabinettssekreterare i utrikesministeriet och utförde diplomatiska beskickningar, bland annat till Tyskland 1865. Sina litterära intressen visade han genom översättningar från Goethe (bland annat  Faust), Treitschke (om Cavour) och Horatius (dennes oden), och var i övrigt värderad som lyriker.